# Goulfey

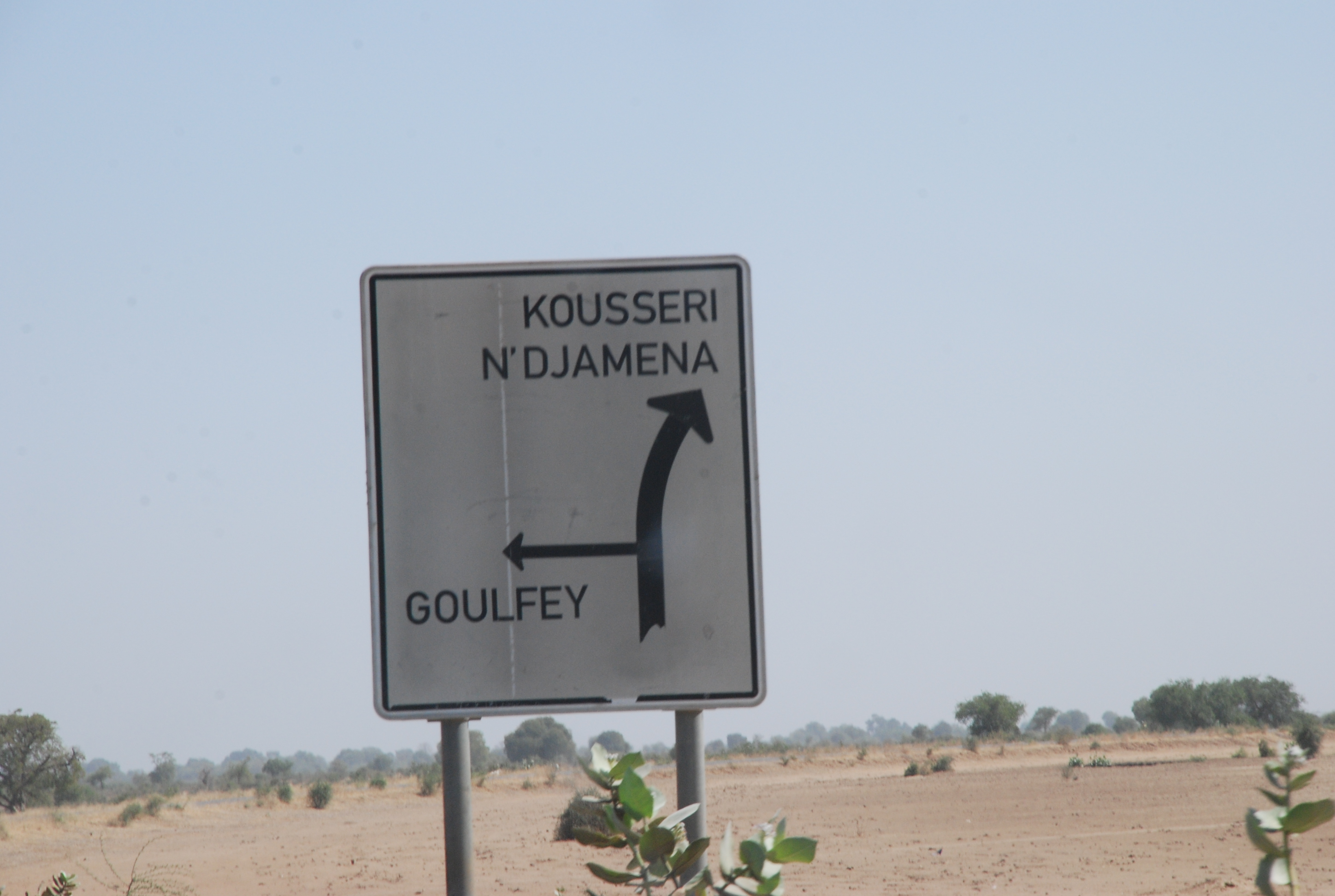
Paysage près de Goulfey.

Goulfey est une commune du Cameroun située dans la région de l'Extrême-Nord et le département du Logone-et-Chari, à proximité de la frontière avec le Tchad.

## Population
Lors du recensement de 2005, la commune comptait 58 117 habitants, dont 5 754 pour Goulfey Ville.

## Structure administrative de la commune
Outre Goulfey proprement dit, la commune comprend notamment les localités suivantes :
- Aboki
- Aboudjokoua
- Abougoudout
- Alrada
- Ambaka
- Amdane
- Amdjagara Dabba
- Amdjagara Gambo
- Amfara
- Amourichade
- Arnok
- Bagassa
- Biédat
- Boumbouma
- Boutal Hadem
- Brinay
- Choloba
- Dakodji
- Djagalat
- Douban Arabe
- Douban Kotoko
- Doué
- Douelou
- Dougmaya
- El Goumri
- Fadjawa
- Fadjé Bakary
- Fadjé Sangaya
- Fadjé I
- Fadjé II
- Far Danna
- Far Moussa
- Forfoya
- Gley
- Gleygo
- Gret
- Habora
- Hiléguim
- Kagley
- Kalaoua
- Kignagna
- Kineboya
- Koundoué I
- Koundoué II
- Krenek
- Labado
- Mabraka
- Mahadjire
- Mahaya Bichara
- Mahaya Kotoko
- Mahaya Koundjo
- Mahaya Madalala
- Mahaya Nehere
- Mahaya Sahadine
- Malla
- Mara II
- Marafaïne
- Michka Malie
- Mitch Mitch
- Mougalam
- Mougda
- Moulouang
- Mour
- Mourrah
- Nadji
- Ngoulou
- Nguetoya Imar
- Nigué
- Nimia
- Ridina
- Sagour
- Siguet
- Soukaré
- Souria
- Takoulwebé
- Tanne Hamadougchi
- Tchado I
- Tchado II
- Tchor
- Tilam
- Tiyous
- Toulous
- Wakaltou
- Zalat Dororoya
- Zalat Nouara
- Zalat Salamat